# تاکاشی یاماهاشی
تاکاشی یاماهاشی (انگلیسی: Takashi Yamahashi؛ زادهٔ ۳۱ مهٔ ۱۹۷۲) بازیکن فوتبال اهل ژاپن است.
از باشگاه‌هایی که در آن بازی کرده‌است می‌توان به باشگاه فوتبال سرزو اوساکا و باشگاه فوتبال کونسادول ساپورو اشاره کرد.